# Eckhard Erxleben
Eckhard Erxleben (* 12. März 1944 in Stendal) ist ein deutscher Schriftsteller und Lyriker aus der Altmark.

## Beruf
Erxleben wuchs im altmärkischen Schorstedt auf. Er erlangte nach Schulzeit und Studium ein Diplom in Pädagogik. In diesem Fach wie auch in Literatur und Kommunikation unterrichtete er mehrere Jahrzehnte in der Erwachsenenbildung.

## Autor
1999 veröffentlichte er seinen ersten Gedichtband.
Seinen größten Erfolg konnte er aber als Ideengeber und Initiator eines internationalen Gedichtwettbewerbs verzeichnen: den Silberbergpreis. Etwa 2000 Einsendungen aus über 20 Ländern zum Thema „Heimat“ waren das Ergebnis. Erxleben stiftete den Preis und eine sehr anspruchsvolle Wettbewerbsedition mit den besten 62 Einsendungen zusammen mit seinem literarischen Freundeskreis und unterstützt vom Altmärkischen Heimatbund und von der Interessengemeinschaft deutschsprachiger Autoren (IgdA). Darüber hinaus veranstaltet er Haiku-Projekttage an Schulen, Haiku-Seminare, Literaturworkshops und Poesie-Therapien.
Erxleben ist verheiratet und hat zwei Kinder.

## Preise und Auszeichnungen
- Förderpreis der IgdA, 2004
- Kunstpreis der Hansestadt Osterburg 2013
- Rudolf-Descher-Feder 2014 (Höchste Auszeichnung der internationalen Interessensgemeinschaft deutschsprachiger Autoren)

## Gedichte
Ick kiek ut Fääster.
Un wat seh ick dann buten?
Nachbarsche kiekt och.
einberufung

am kalten
kachelofen lehnend
in lederstiefeln
in solchen einst
sein vater starb
nie wieder vergessen
die tränen der mutter
an jenem morgen
am kalten kachelofen
noch ungekämmt
das Haar

aus Poesiealbum neu Gegen den Krieg
Grundlage für 2. Gedichtfilm-Wettbewerbs
der Gesellschaft für zeitgenössische Lyrik
Auch im Hörbuch Schwarze Ängste

## Werke
- „Baumwörter blau verschleiert“; Lyrik, 1999
- „Wild und frei wie du“; Kinderbuch, 2000
- „Die Haut der Platane“; Roman, 2001
- „traumlese“; Lyrik, 2003
- „Sommergeflüster am Herbstrand“; Lyrik; 2009
- „Echo des Moments. Haiku“; Lyrik; 2009
- anthologisch in: Poesiealbum neu (Hg.: Ralph Grüneberger): Ausgaben 02/2009, 02/2010, 01/2011, 01/2012, 01/2013
- Die Hurzel-Purzel-Gute-Nacht-Geschichte, 2016